# Jüdischer Friedhof (Guntersblum)

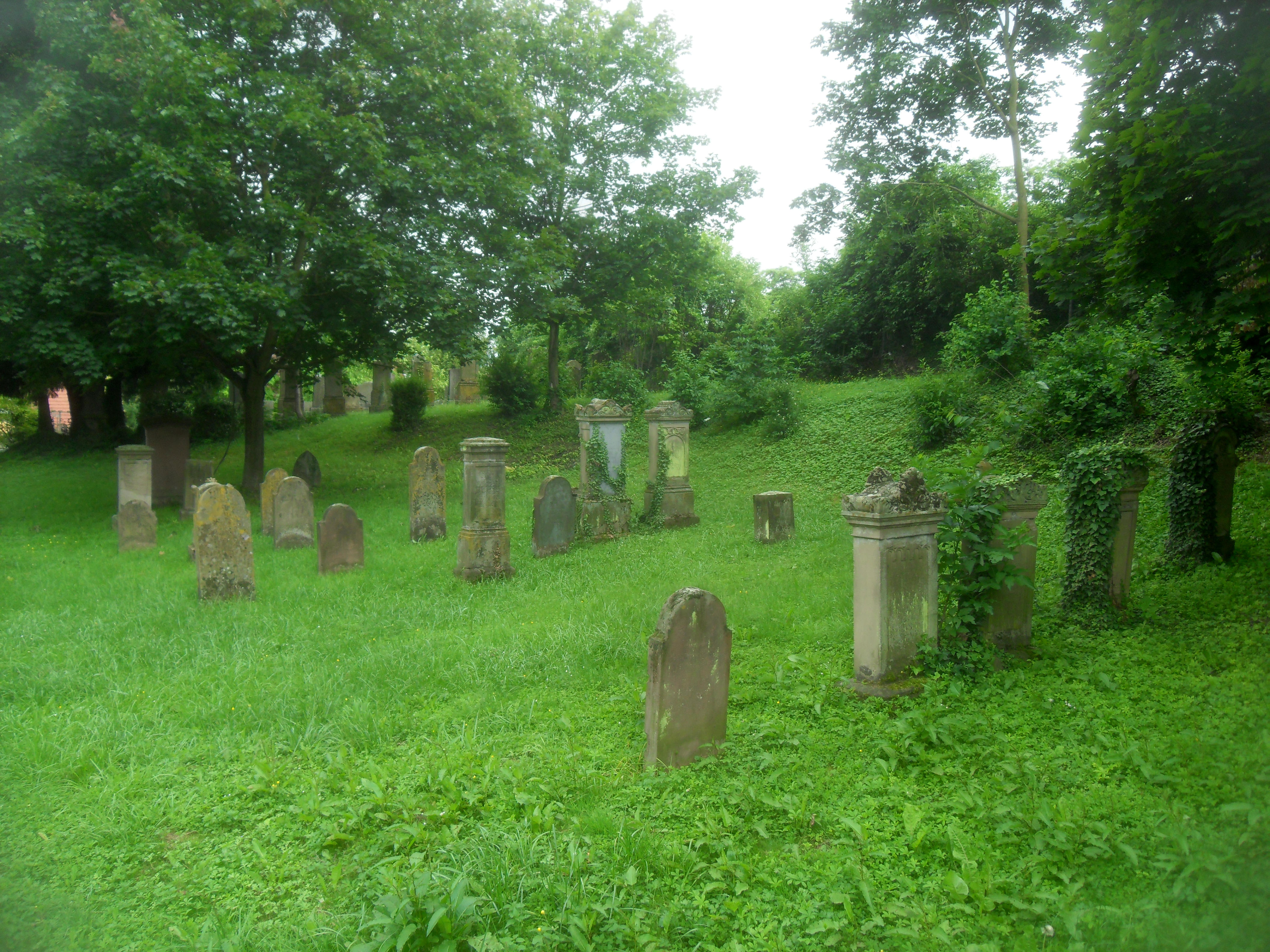
Ansicht des Friedhofs

Der Jüdische Friedhof Guntersblum ist ein jüdischer Friedhof in Guntersblum, einer Ortsgemeinde im Landkreis Mainz-Bingen in Rheinland-Pfalz. Der Friedhof befindet sich südlich der Eimsheimer Straße und westlich des Guntersblumer Kellerwegs am Ortsausgang.

## Geschichte
Der älteste erhaltene Grabstein auf dem jüdischen Friedhof in Guntersblum ist von 1849. Er wurde für den Vorsteher der jüdischen Gemeinde Guntersblums Joseph Salm und seine Ehefrau Jeanette aufgestellt.
Der Friedhof, der 1893 erweitert wurde, hat eine Fläche von  20,56 Ar und heute sind noch etwa 80 Grabsteine (Mazewot) vorhanden.